# Grama (Nova Iguaçu)
Grama é um bairro de Nova Iguaçu, município da Baixada Fluminense, no estado do Rio de Janeiro.
Localiza-se entre os bairros de Miguel Couto, Parque Ambaí e Geneciano. É conhecido como um bairro habitado por pessoas extrovertidas.

## Delimitação
073 – BAIRRO GRAMA - Começa no encontro da Estr. do Iguaçu com a Vala da Madame. O Limite segue pelo leito da Vala Madame, à jusante, até a Rua Érico Coelho, segue por esta (incluída) até a Estr. da Grama, segue por esta (incluída) até o Caminho da Piteira, segue por este (incluída) até a Rua Pará, segue por esta (incluída) até a Rua Bahia, segue por esta (incluída) até a Estr. de Santa Bárbara, segue por esta (incluída) até a Estr. de Ferro Leopoldina, segue pelo eixo desta até a Estr. do Iguaçu, segue por esta (incluída) até o ponto inicial desta descrição.